# 14-я отдельная механизированная бригада
14-я отдельная механизированная бригада имени князя Романа Великого (укр. 14-та окрема механізована бригада імені князя Романа Великого, сокр. 14 ОМБр или 14 омехбр, в/ч А1008, пп В0259) — тактическое соединение сухопутных войск Украины. Образована 1 декабря 2014 года на базе расформированной 51-й отдельной гвардейской механизированной Перекопско-Харьковской Пражско-Волынской ордена Ленина, дважды Краснознамённой, орденов Суворова и Кутузова бригады с привлечением новых мобилизованных лиц, не унаследовав награды и почётные названия прежней бригады. По численности превосходила 51-ю бригаду, которая была, в свою очередь, самой многочисленной в составе Сухопутных войск Украины. Входит в настоящее время в состав Оперативного командования «Запад».

## История

### Предпосылки
51-я отдельная бригада была расформирована после сражений летом 2014 года: она участвовала в боя за Лисичанск, Североднецк, Рубежное, Марьинку, Красногоровку, Саур-Могилу и Дебальцево. Формирование 14-й бригады началось в конце года: в её состав вошли 120 офицеров из личного состава 51-й бригады и военнослужащие, служившие в ВСУ по контракту. Из 51-й бригады в полном составе были переведены реактивно-артиллерийской дивизион, танковый батальон, противотанковая батарея и ремонтно-восстановительный батальон. Танковый батальон получил новые танки от Львовского бронетанкового завода.

### Создание бригады
Командиром 14-й бригады был назначен полковник Александр Жакун, бывший командир 13-го территориального батальона «Чернигов»; в качестве места дислокации был выбран Владимир-Волынский. Также в состав бригады вошёл 1-й батальон территориальной обороны «Волынь», переименованный перед этим в 99-й отдельный мотопехотный батальон (численность — 450 человек).

### Российско-украинская война
С марта 2015 года бригада выполняла боевые задачи в зоне вооружённого конфликта на востоке Украины в Донецкой области. Зимой того года участвовала в боях за Дебальцево: по словам генерал-майора А. С. Сырского, танки 1-й роты 14-й бригады обеспечивали прикрытие войск, отбивая контратаки сил ДНР и нанося урон противнику. 4 июля 2017 года в Луганской области состоялись военные учения с применением техники дистанционного разминирования УР-77. К занятиям привлекались инженерные подразделения оперативно-тактического группировки «Луганск», в частности 14-й бригады.
14 октября 2019 года бригаде было присвоено почётное наименование «имени князя Романа Великого», а 27 декабря митрополит Черкасский и Чигиринский Иоанн подарил бригаде икону Богородицы Покрова.
По состоянию на 1 марта 2020 года бригада потеряла погибшими 76 человек.
13 апреля 2022 года во время российского военного вторжения на Украину 14-я отдельная механизированная бригада нанесла удар по реактивным системам залпового огня по колонне российских военных. Корректировал украинский огонь по колонне россиян беспилотник турецкого производства Bayraktar TB2. Удары наносились из реактивных систем залпового огня калибра 122 мм БМ-21 Град.

## Техника, вооружение и снаряжение
Стрелковое оружие:
- Пистолеты: ПМ;
- Автоматы: АКС-74, АКМС;
- Снайперские винтовки: СВД.
- Пулемёты: РПКС-74, ПКМ.
- Гранатомёты: ГП-25, РПГ-7Д, РПГ-18.[13]

Ракетно-артиллерийское вооружение
- 100-мм противотанковые пушки МТ-12.[13]
- Реактивные системы залпового огня БМ-21 «Град».[13]
- Противотанковые ракетные комплексы «Фагот», «Метис».

Бронетехника и автотранспорт
- На штатном вооружении бригады стоят танки Т-64БВ[14], боевые машины пехоты БМП-1[13] и BMP-1AK.[15][16] Также имеются МТЛБ, вооружённые крупнокалиберными пулемётами ДШКМ,[16] и отдельные БРМ-1К, БТР-80 и БРДМ-2.[13]
- Транспортное обеспечение — автомобили Урал-4320, ЗИЛ-131, ГАЗ-66, УАЗ-3962. Имеются различные автомобили, полученные по мобилизации и от волонтёров.[13]

## Соревнования

### Лучший танковый взвод Вооружённых сил Украины 2016
В августе 2016 года танковый взвод 14-й отдельной механизированной бригады оперативного командования «Запад» под командованием капитана Романа Багаева на своих штатных Т-64БВ стал лучшим в Сухопутных войсках, обойдя 1-ю и 17-ю бригады из числа чисто «танковых». В сентябре 2016 года, накануне Дня танкиста, танкисты 14-й бригады на штатных Т-64БВ заняли первое место уже на межвидовом конкурсе «Лучший танковый взвод Вооружённых Сил Украины», обойдя экипажи на БМ «Булат».

### Танковые соревнования Strong Europe Tank Challenge 2017
Танкисты 14-й механизированной бригады на модернизированных Т-64БВ представляли Украину на международных танковых соревнованиях НАТО — Strong Europe Tank Challenge 2017, которые состоялись на полигоне Графенвер (нем. Grafenwöhr) в Германии.
- Strong Europe Tank Challenge 2017
- Танкисты 14-й омехбр на церемонии открытия Strong Europe Tank Challenge 2017.

### Танковые соревнования Strong Europe Tank Challenge 2018
- Подготовка к танковым соревнованиям «Сильная Европа» 2018 года

19 апреля 2018 года на Ровненском полигоне прошел заключительный этап подготовки танкового подразделения к международным танковым соревнованиям НАТО Strong Europe Tank Challenge — пристрелка и доработка машин. В качестве машин были выбраны Т-84У «Оплот», прошедшие ремонт и модернизацию на заводе имени Малышева. Перед этим танкисты приняли участие в учениях «Combined Resolve X» совместно с 79-й отдельно десантно-штурмовой бригадой. По итогам танковых соревнований команда Украины заняла последнее, 8-е место.

## Структура
- управление (штаб)
- мотопехотный батальон
- 1-й механизированный батальон
- 2-й механизированный батальон
- 3-й механизированный батальон
- танковый батальон (Т-64БВ)
- зенитный ракетно-артиллерийский дивизион
- бригадная артиллерийская группа:
  - батарея управления и артиллерийской разведки
  - самоходный артиллерийский дивизион (2С3М «Акация»)
  - самоходный артиллерийский дивизион (2С1 «Гвоздика»)
  - реактивный артиллерийский дивизион (БМ-21 «Град»)
  - противотанковый артиллерийский дивизион (МТ-12 «Рапира»)
- рота снайперов
- разведывательная рота
- узел связи
- рота радиоэлектронной борьбы
- радиолокационная рота
- группа инженерного обеспечения
- рота РХБ защиты
- батальон материально-технического обеспечения
- ремонтно-восстановительный батальон
- медицинская рота
- комендантский взвод

## Командующие
- 2014—2018: полковник Жакун, Александр Николаевич[1]
- Июнь 2018 — октябрь 2021: полковник Сергей Войченко[25]
- С октября 2021: подполковник Александр Охрименко[26]

## См.также
- 36-я отдельная бригада морской пехоты